# Louis Van Hoeck
Louis Van Hoeck (Anversa, 17 aprile 1870 – Ranchi, 30 aprile 1933) è stato un missionario e vescovo cattolico belga.

## Biografia
Abbracciò la vita religiosa nella Compagnia di Gesù nel 1889 e nel 1892, mentre era ancora uno scolastico, fu inviato in India, dove fu ordinato prete nel 1903.
Fu missionario nel Chota Nagpur dal 1907 e nel 1909 fu nominato rettore della casa e della St. John's High School di Ranchi.
Fu scelto come primo vescovo Patna nel 1920 e nel 1926 fondò la congregazione indigena delle Suore del Sacro Cuore.
Nel 1928 fu trasferito alla sede di Ranchi, dove morì nel 1933.

## Genealogia episcopale
La genealogia episcopale è:
- Cardinale Scipione Rebiba
- Cardinale Giulio Antonio Santori
- Cardinale Girolamo Bernerio, O.P.
- Arcivescovo Galeazzo Sanvitale
- Cardinale Ludovico Ludovisi
- Cardinale Luigi Caetani
- Cardinale Ulderico Carpegna
- Cardinale Paluzzo Paluzzi Altieri degli Albertoni
- Papa Benedetto XIII
- Papa Benedetto XIV
- Cardinale Enrico Enriquez
- Arcivescovo Manuel Quintano Bonifaz
- Cardinale Buenaventura Córdoba Espinosa de la Cerda
- Cardinale Giuseppe Maria Doria Pamphilj
- Papa Pio VIII
- Papa Pio IX
- Cardinale Alessandro Franchi
- Cardinale Giovanni Simeoni
- Cardinale Antonio Agliardi
- Arcivescovo George Porter, S.I.
- Cardinale Andrea Aiuti
- Arcivescovo Emmanuel Alfonso van den Bosch, O.F.M. Cap.
- Vescovo Godefroid Pelckmans, O.F.M. Cap.
- Arcivescovo Brice Meuleman, S.I.
- Vescovo Louis Van Hoeck, S.I.